# Bolla Péter
Bolla Péter (Győr, 1623 – Róma, 1700) pálos rendi szerzetes.

## Élete
Magyar származású volt, tanulmányait Nagyszombatban végezte. Miután letette a szerzetesi fogadalmat, a négy kisebb rend birtokában 1657. október 4-én a Collegium Germanicum Hungaricum növendéke lett. 1661. szeptember 5-én tért haza Rómából mint pap. Nagyszombatban a rendi növendékek prefektusa, később prokurátor generális és a rend római vendégházának priorja lett. Élete nagy részét Rómában töltötte, ahol a pápa és a bíborosok kegyét megnyerte.

## Munkája
- Manuductio ad coelum. Roma, 1677 (Bona János kardinális munkája, melyet versekbe szedett, hozzá adva remete sz. Pál életére vonatkozó epigrammákat)